# Тангари
Тангари (Tangara) или танагри (Tanagra), са род птици от семейство Тангарови (Thraupidae).

## Разпространение и местообитание
Този род се среща главно в горите, но някои от видовете обитават и по-открити местообитания. Разпространени са на всички височини под дървесната линия, но са най-разнообразни в субтропичните и предпланинските гори на Андите в Колумбия, Еквадор и Перу.

## Описание
Представителите на този род са сравнително малки, с размери от 11,5 – 15 см. Те са едни от най-ярко оцветените птици в света.

## Размножаване
Обикновено женската изгражда добре скрито гнездо, в което снася най-често две бели яйца с кафеникави или лилави петна. Яйцата се излюпват за 13 – 14 дни, а пиленцата се оперушинват след още 15 – 16 дни. Родителите хранят малките с насекоми и плодове.

## Хранене
Тангарите се хранят с насекоми, намиращи се на различни растения или понякога по време на полет, но плодовете са основен хранителен продукт, който представлява около 53 – 86% от общата храна на тези видове.

## Видове
Според „IOC World Bird List“ родът включва 27 вида:
- Tangara arthus Lesson, 1832
- Tangara callophrys (Cabanis, 1848)
- Tangara chilensis (Vigors, 1832)
- Tangara chrysotis (Du Bus de Gisignies, 1846)
- Tangara cyanocephala (Statius Muller, 1776)
- Tangara cyanotis (P. L. Sclater, 1858)
- Tangara cyanoventris (Vieillot, 1819)
- Tangara desmaresti (Vieillot, 1819)
- Tangara dowii (Salvin, 1863)
- Tangara fastuosa (Lesson, 1831)
- Tangara florida (P. L. Sclater et Salvin, 1869)
- Tangara fucosa Nelson, 1912
- Tangara gyrola (Linnaeus, 1758)
- Tangara icterocephala (Bonaparte, 1851)
- Tangara inornata (Gould, 1855)
- Tangara johannae (Dalmas, 1900)
- Tangara labradorides (Boissonneau, 1840)
- Tangara lavinia (Cassin, 1858)
- Tangara mexicana (Linnaeus, 1766)
- Tangara nigroviridis (Lafresnaye, 1843)
- Tangara parzudakii (Lafresnaye, 1843)
- Tangara rufigenis (P. L. Sclater, 1857)
- Tangara schrankii (Spix, 1825)
- Tangara seledon (Statius Muller, 1776)
- Tangara vassorii (Boissonneau, 1840)
- Tangara velia (Linnaeus, 1758)
- Tangara xanthocephala (Tschudi, 1844)